# Xã Tecumseh, Quận Shawnee, Kansas
Xã Tecumseh (tiếng Anh: Tecumseh Township) là một xã thuộc quận Shawnee, tiểu bang Kansas, Hoa Kỳ. Năm 2010, dân số của xã này là 7.593 người.